# Entomoscelis americana
Entomoscelis americana är en skalbaggsart som beskrevs av Brown 1942. Entomoscelis americana ingår i släktet Entomoscelis och familjen bladbaggar. Inga underarter finns listade i Catalogue of Life.